# ایسیدور کافمان

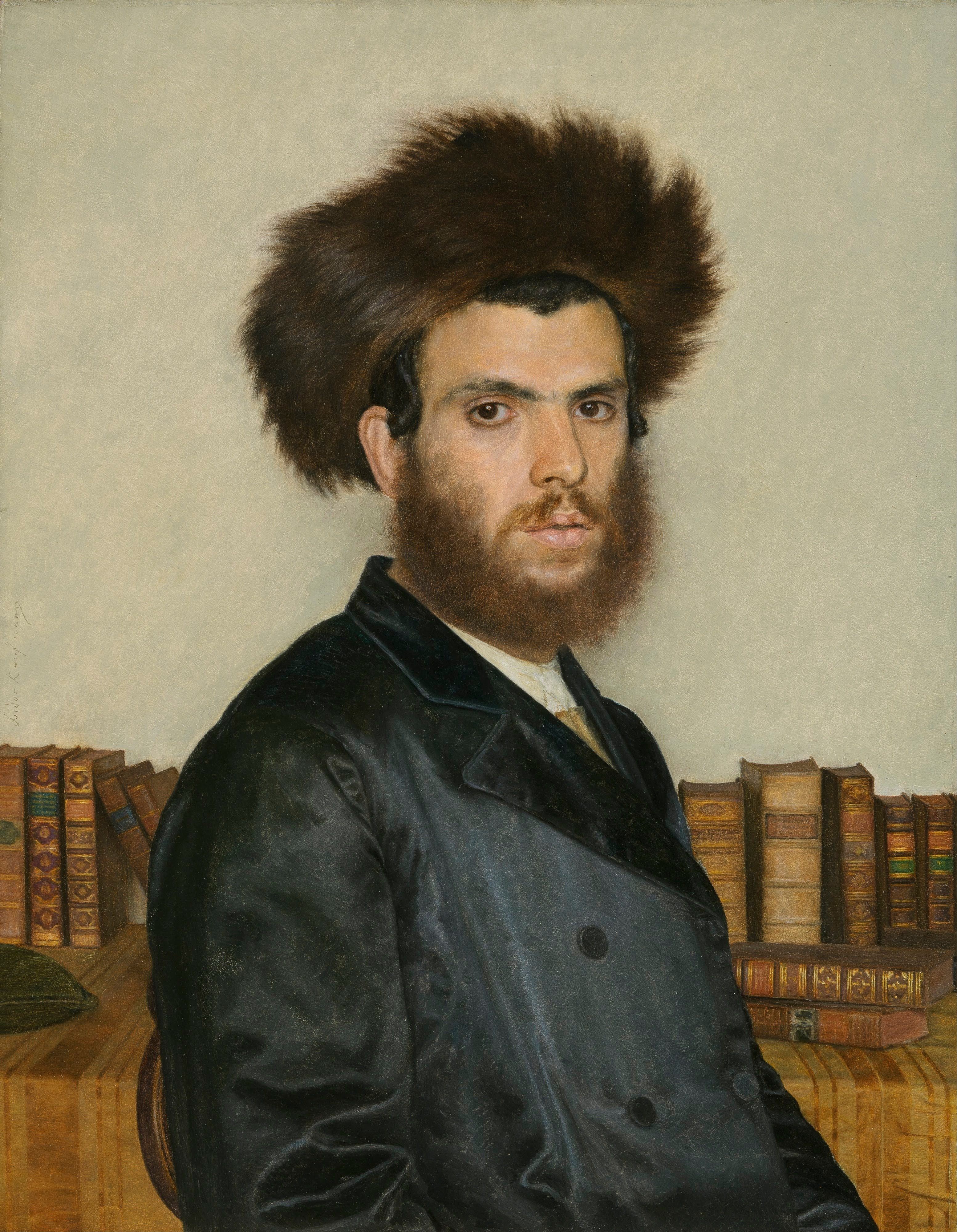
کابالیست تاریخ نامعلوم موزه یهود (en) در منهتن

ایسیدور کافمان (به انگلیسی: Isidor Kaufmann) یک نقاش اهل اتریش-مجارستان بود. بخش عمدهٔ آثار وی مرتبط با سبک زندگی روزمزهٔ یهودیان حَسیدی در اروپای شرقی می‌شود.
وی استاد نقاشی لازار کریستین (en)، نقاش سبک ژانر اهل لیتوانی بود.

## نمونهٔ آثار

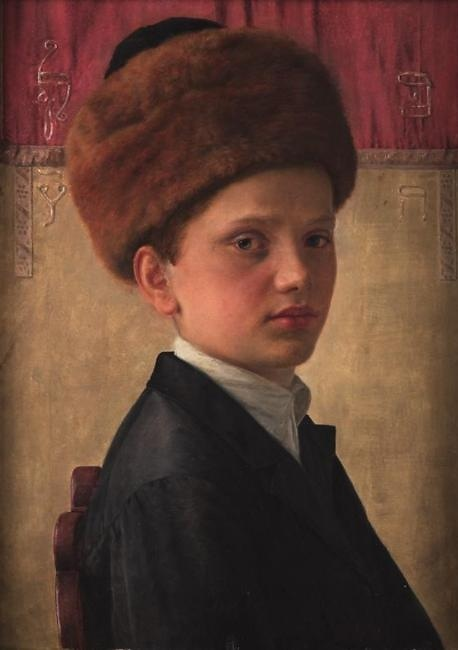
Portrait d'un garçon de Yeshiva par Isidor Kaufmann
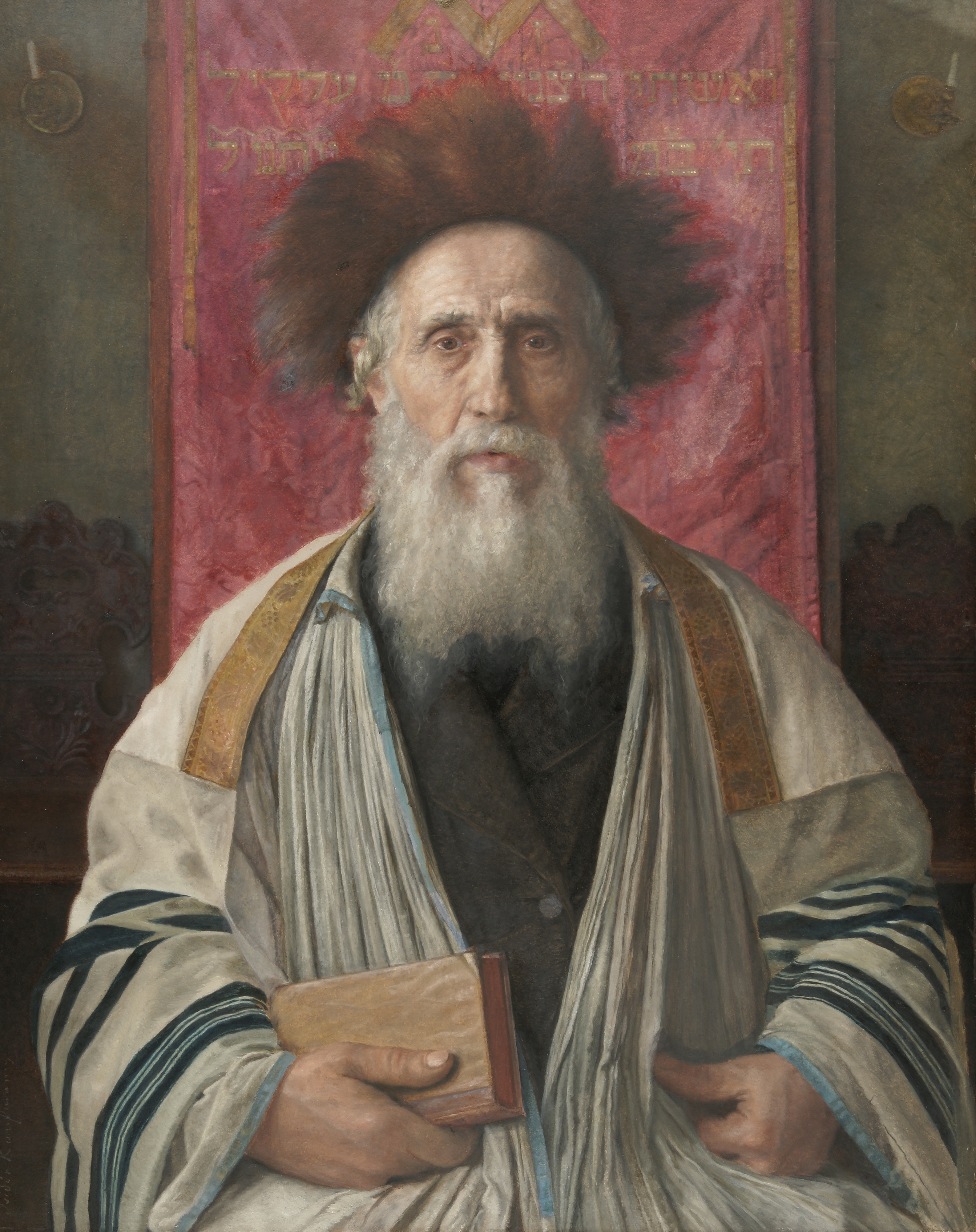
Portrait d'un rabbin
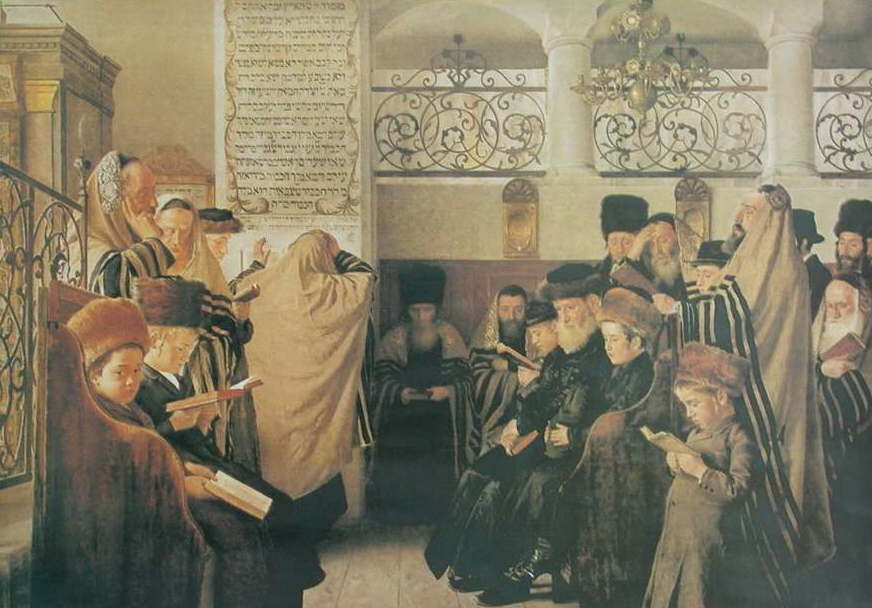
Jour des expiations avant 1907